# Global Aviation
Global Aviation è una compagnia sudafricana con sede a Johannesburg e con sede presso l'aeroporto Internazionale O.R. Tambo.

## Storia
Fondata nel 2001 come Global Aviation Leasing, il nome è stato successivamente cambiato in Global Airways per riflettere più propriamente la natura dell'attività, che è principalmente il leasing e la gestione di aeromobili fornendo anche piloti alle compagnie. La strategia principale di Global Airways è offrire aeromobili a compagnie aeree affermate con equipaggi completi, manutenuti e assicurati (ACMI).

## Flotta

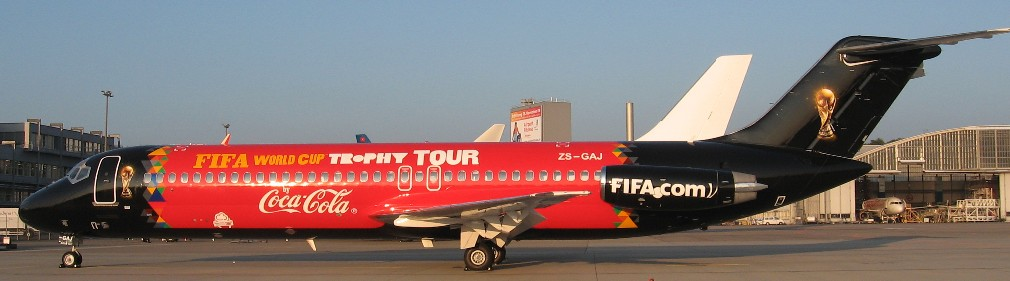
Uno degli ex DC-9 in una livrea speciale in occasione del Campionato mondiale di calcio.

### Flotta attuale
A dicembre 2022 la flotta di Global Aviation è così composta:

### Flotta storica
Global Aviation operava in precedenza con i seguenti aeromobili: